# Inonotus lloydii
Inonotus lloydii är en svampart som först beskrevs av Cleland, och fick sitt nu gällande namn av P.K. Buchanan & Ryvarden 1993. Inonotus lloydii ingår i släktet Inonotus och familjen Hymenochaetaceae.   Inga underarter finns listade i Catalogue of Life.